# Le Petit Chose
Pour les articles homonymes, voir Le Petit Chose (homonymie).
 (février 2022).
Si vous disposez d'ouvrages ou d'articles de référence ou si vous connaissez des sites web de qualité traitant du thème abordé ici, merci de compléter l'article en donnant les références utiles à sa vérifiabilité et en les liant à la section « Notes et références ».
Le Petit Chose est un roman autobiographique écrit à la première personne du singulier et publié par Alphonse Daudet en 1868.

## Abrégé
Le personnage central de l'histoire est Daniel Eyssette, jeune garçon rêveur qui grandit dans le Sud de la France avec son frère Jacques au milieu d'une famille aisée. Celle-ci va pourtant tomber dans la misère à la suite de la faillite de l'entreprise familiale. Ce qui force Daniel à partir avec sa famille en exil à Lyon. Il y entre dans un collège, où un professeur l'appelle « le petit Chose » en raison de sa petite taille, surnom que le narrateur réutilisera dans toute la suite du roman. 
Lorsque l'échec des affaires du père contraint la famille Eyssette à se disperser, le petit Chose devient maître d'études dans un collège de la petite ville de Sarlande. Du fait de son apparence juvénile (il a alors 17 ans), il a du mal à se faire respecter tant des élèves que de ses collègues, à l'exception de l'abbé Germane avec qui il se lie d'amitié et qui lui prédit qu'il restera un enfant toute sa vie. Il veut pourtant devenir professeur agrégé afin de pouvoir reconstruire le foyer.
Daniel est finalement chassé de l'établissement à l'issue d'une affaire où il pense à se suicider, et il rentre à Paris pour retrouver son frère Jacques. Il décide alors de devenir poète et passe ses journées à écrire dans sa chambre tandis que Jacques, qui l'encourage dans ce projet,  se saigne aux quatre veines pour faire tourner le foyer. Le petit Chose rencontre M. Pierrotte, ancien ami de sa mère qui a fait fortune dans le commerce de porcelaine. Il tombe amoureux de Camille Pierrotte, la jeune fille de ce dernier ; mais sûr de sa qualité de poète, il est agacé par les manies bourgeoises de ce milieu.
Alors que Jacques est parti en voyage et que le petit Chose n'a personne pour veiller sur lui, il tombe sous l'emprise d'Irma Borel, une galante envoûtante. Celle-ci le fait entrer dans ses cercles d'artistes, puis l'entraîne dans le monde du théâtre et accumule les dettes pour le compte de Jacques. Ce dernier abandonne son poste pour récupérer Daniel. Le voyage, la fatigue du travail et la trahison font tomber Jacques profondément malade. Il meurt et laisse Daniel sans protecteur. Daniel va alors se marier avec la fille de M. Pierrotte, renonçant ainsi à son rêve de poète.

## Thèmes abordés
Le Petit Chose est un roman d'apprentissage, mais dont le protagoniste demeure au fond un enfant du début à la fin. Ainsi dans la partie parisienne du roman, Jacques assume un rôle de mère à l'égard de Daniel, veillant sur lui avec tendresse. Le fait qu'il soit désigné comme « la mère Jacques » par le narrateur souligne que même à ce stade du roman Daniel n'a pas vraiment grandi. D'ailleurs les dernières pages ne le décrivent pas comme un homme mûri par les épreuves et prêt à affronter le monde mais encore comme le petit Chose. Il a certes pris des résolutions: se mettre à travailler et ne plus rêver, ce qu'il fait, mais le narrateur rappelle lui-même combien Daniel a du mal à se tenir à ses résolutions. D'ailleurs il souligne combien il eût été dangereux pour lui de recroiser par hasard Irma. Daniel ne fait rien pour provoquer l'issue heureuse du roman, est systématiquement tiré d'affaire par des adultes bons (l'abbé Germane, Jacques puis Pierrotte, tous trois par ailleurs célibataires) et subit son sort en prenant la solution de facilité qu'il avait repoussée plus tôt : épouser Camille Pierrotte et vendre de la porcelaine.
On peut sommairement identifier trois phases dans les épreuves auxquelles le petit Chose est confronté ; à chacune correspond un rêve qui doit être abandonné ainsi qu'une personne aimée qu'il perd. D'abord le départ de la fabrique de ses parents marque la fin d'une enfance insouciante dans laquelle il se rêve en Robinson Crusoé ; il y perd son frère cadet, homme doux devenu prêtre et qui meurt de maladie alors que la famille est à Lyon. Son séjour à Sarlande constitue une deuxième étape, où il est censé assumer un rôle d'adulte face à d'autres enfants mais n'y parvient pas, au contraire il n'y a qu'avec de très jeunes enfants avec qui il peut lire des histoires de lapins qu'il se sent à son aise. Lui qui rêvait de passer l'agrégation de philosophie et de devenir un enseignant pour reconstruire le foyer (pas clair...) finit par y renoncer en quittant son poste de maître d'étude. Il prend aussi conscience de la cruauté des hommes avec les coups bas que lui portent ses collègues, et il voit partir l'énigmatique fille aux yeux noirs dont il était tombé amoureux. Enfin son arrivée à Paris marque la dernière étape de son parcours. Il doit y confronter son rêve d'homme de lettres à la réalité (difficulté à entrer dans le monde des artistes, incompréhension des bourgeois, échecs d'édition), souffre de la duplicité d'une femme et surtout perd Jacques qui s'était dévoué corps et âme pour lui.

## Conclusion
Les raisons et les acteurs qui empêchent le petit Chose de devenir un homme sont multiples.
La première des raisons est qu’il a quitté le monde de l’enfance trop tôt, forcé par la situation financière plus que précaire de sa famille. Il est donc obligé de quitter le collège et les jeunes de son âge, avant d’avoir fait l’apprentissage de la ruse et de la nature. En plus d’être sans pairs lors de cette période liminaire, les figures symboliques de l’homme adulte lui refusent son agrégation, le relayant ainsi au statut d’enfant éternel, comme le démontrent l’affaire Boucoyran et ses débouchés.
La deuxième raison est que, parti trop tôt de la maison, le petit Chose n’a pas fini de grandir. En plus de son caractère enfantin, sa petite taille et son physique frêle ne lui permettent pas de s’imposer en tant qu’ homme dans cette France post-révolutionnaire où la figure de l’hercule est valorisée ; au contraire, ils contribuent à son infantilisation. Comme le souligne Le Guennec, Daniel EySsette est donc cet enfant, au physique frêle et à la santé fragile, qui passe son temps à se faire dorloter par les autres (Le Guennec : 169).
La troisième raison est qu’une fois arrivé à Paris, Daniel se fait déresponsabiliser par son frère Jacques, qui devient symboliquement sa mère. Il n’a pas à subvenir à ses besoins et peut uniquement se consacrer à une carrière d’écrivain qu’il ne peut mener faute de talent. Là encore, son frère Jacques le berce d’illusions, lui faisant croire qu’il est un prodige, alors qu’il est, dans ce domaine, banal. Il est alors, dans la lignée de l’aristocrate, du représentant de l’autorité, de l’homme d’Église et du soldat, le représentant de la famille qui entrave, malgré lui cette fois, l’agrégation du jeune homme. De plus, aucune des épreuves ne s’inscrit en lui, comme s’il ne pouvait rien retenir de toutes ses péripéties: il est bloqué en enfance.
Enfin, la dernière raison majeure de l’échec de Daniel EySsette à devenir un homme, et probablement la plus marquante, est la castration symbolique qu’opère sur lui Irma Borel, la femme phallique. Elle brise en lui sa fierté, sa volonté, pour en faire son objet et disposer de lui quand bon lui semble. À cela s’ajoutent toutes les circonstances qui sont de l’ordre de la malchance, comme le décès de son frère abbé, celui de "sa mère Jacques", ou encore la cécité de Madame Eyssette.

## Au cinéma
- 1912 : Le Petit Chose de Georges Monca ;
- 1923 : Le Petit Chose de André Hugon ;
- 1938 : Le Petit Chose de Maurice Cloche.

## Influence
Le Petit Chose a inspiré le titre d’une chanson du groupe de musique Tryo.
Dans les années 1950, il existait à Lyon un commerce de pâtisserie appelé Le Petit Chose. C'est là qu'en 1953, Jean Auberger, meilleur ouvrier de France, créa la friandise appelée le cocon de Lyon.